# 福西崇史
福西 崇史（ふくにし たかし、1976年9月1日 - ）は、愛媛県新居浜市出身の元プロサッカー選手、スポーツ科学者、サッカー指導者、NHKサッカー解説者。現役時代のポジションはミッドフィールダー（ボランチ）。元日本代表。元サムデイ所属。学位は修士（スポーツ科学）（早稲田大学・2023年）。
日韓、ドイツワールドカップ日本代表メンバー。

## 経歴
新居浜市立神郷小学校、新居浜市立川東中学校、新居浜工業高校卒業。

### プロ入り以前
小学校4年生の時、地元のサッカースクールでサッカーを始めた。また、中学生の頃までは並行して器械体操に取り組んでおり、ここで養われたバランス感覚 や跳躍力、柔軟性が後にサッカーに活かされることになっていると自身で分析している。
1992年、高校へ進学。当時のポジションはフォワード（FW）だった。高校3年時の1994年に、高校総体に1度出場したものの結果を残せず、世代別代表にも選出されていなかったが、総体県予選の準決勝で、対戦校（南宇和）の選手を視察しに訪れていたジュビロ磐田の石井知幸スカウトが福西に目を留めたことをきっかけに、プロ入りの機会を掴む。

### 現役時代
1995年、高校卒業後ジュビロ磐田に入団。FWでの出場機会を得られずにいたところ、ハンス・オフト監督からボランチでのプレーを勧められコンバートを決めた。同ポジションのドゥンガの熱血指導を受けつつ、同年8月には早くもトップデビュー。スピードや運動量を不得手とする福西にとって、足の遅さをポジショニングや判断の良さで補うドゥンガのプレーは格好の手本となり、以後、主軸選手として、磐田の黄金期を支えた。一方で、プロフェッショナルファウルを厭わない激しいプレーを身上としたため、審判からは警戒されることになった。
2000年に就任したハジェヴスキー監督は、福西をリベロに配し、しばしば守備システムのバランスを崩してしまっていたが、福西自身の守備センスはこのポジションの経験によって磨かれた。
2005年のJ1開幕戦、対横浜F・マリノス戦（日産スタジアム）では試合終了間際に決勝点を挙げたが、競り合いの中で福西の右手にボールが当たってからのゴールだったことから神の手ゴールとして報じられた。
2006年末に翌シーズンに向けての契約交渉に臨んだ際、若手をまとめるリーダーとしての役割を十分には果たせていなかったという評価から減俸提示を受け、加えて、黄金期の磐田のサッカーを理想とし「リアクションではないサッカーがしたい」福西と、アジウソン監督との戦術面での相違が重なったことから交渉が決裂し磐田退団を決意。名古屋グランパス、鹿島アントラーズ、ジェフユナイテッド市原・千葉、FC東京からオファーを受け争奪となった。
2007年、FC東京へ完全移籍。同年の選手編成発表 以後の移籍だったため背番号に空きが無く、馴染みの無い37番を付けることになった（23番は梶山陽平が着用）。自身にとって初めての移籍であり、フィットするまでには多少の時間を要したが、結果としてオフ・ザ・ボールの動きの量を高めることになり、プレーの幅を広げた。梶山との併用もあり ボランチだけでなくトップ下でも力を発揮。技術や経験、精神面での貢献は評価されていたものの、高年俸がネックとなり、1シーズン限りで退団した。
首都圏でのプレーを希望し、2008年より東京ヴェルディへ完全移籍。ここでも主力として起用されたが、クラブの経営悪化の煽りを受け 1年での契約非更新が発表された。その後行われたJ1第34節川崎フロンターレ戦（味の素スタジアム）では、前半26分、川崎側のコーナーキックのこぼれ球をクリアした際に福西の左腕が寺田周平に当たってしまい、これが主審の岡田正義に乱暴な行為とみなされ一発退場となった。その後福西は処分を受け これが東京Vでのラストプレーとなり、クラブはJ2降格を喫した。
現役続行に意欲を持ち、地元愛媛県のJ2・愛媛FCからオファーを受けたものの、条件面での不一致や J1へのこだわりから 合意には至らず、現役を引退した。

### 日本代表
2002年、日韓ワールドカップのメンバーに選出され、第2戦のロシア戦に出場。短時間の出場ながら、愛媛県出身者としては初のワールドカップ出場であり、大会終了後には同県から「文化・スポーツ賞」を贈られた。
ジーコ監督率いる日本代表チームでは、稲本潤一の負傷離脱をきっかけに激戦区となっていたボランチのレギュラーを勝ち取り、危機察知力と競り合いの強さを発揮。中盤のバランサーとして 重用された。ボランチの一角には中田英寿が定着したが、果敢にボールを奪いに行くことを要求する中田と、中盤のスペース管理を優先する福西との間でぶつかる場面もあった。
2006年、2度目となるドイツワールドカップでは2試合に先発出場した。ジーコの後任を担ったイビチャ・オシムはこの時の日本代表について、中盤での守備を担う選手が不足しているとして「水を運ぶ選手も必要だ。福西1人で水が運べるのか」と評している。福西自身は後年、磐田と代表とでは意識的にプレーを変え、ボール奪取やバランスを取る役割をこなしていたと語る。

### 現役引退後
2009年1月に現役引退を表明。ドイツワールドカップ日本代表では中田英寿に次いで2人目の引退となった。
5月、JFAアンバサダーに就任。同年末には、公式戦500試合出場を達成した選手として Jリーグから功労選手賞として表彰された。
2009年はスカパー!のサッカー中継に解説者として出演し、NHKのJリーグタイムにもゲスト解説者扱いでたびたび出演した。2010年元日のNHKの天皇杯中継に出演し、2010年より木村和司の後任としてNHKの解説者として活動することが発表された。2012年ロンドンオリンピックではジャパンコンソーシアムの解説者として男女サッカーを担当。
2013年、A級ジェネラルコーチライセンスを受講、2014年に取得。
2014年3月にオーストラリアで行われたAFCアジアカップ2015の組み合わせ抽選会にドロワーとして参加した。
2016年3月、Jリーグの特任理事に就任。同年11月、JFA公認S級コーチの資格を取得した。

### 南葛SC
2018年8月22日、東京都社会人サッカーリーグ1部の南葛SCへの入団が発表され、現役復帰を果たした。同年12月24日、南葛SCの監督に就任すると発表された。
2019年11月、退任が発表された。

### 退任後
「サッカースクールSKY」での指導を行っている。

## 人物

### 家族
- 息子が2人。家族をとても大切にしており、本人も「趣味は家族サービス」と公言している[53]。

### 嗜好
- うどん好き。特に讃岐うどんを好む[36]。

### 交友関係
- 磐田時代の同僚の故奥大介と仲がよかった。互いに移籍した2007年6月には週刊サッカーマガジン誌上で一緒にインタビュー取材を受け、様々なエピソードを語った。

## 所属クラブ
ユース経歴
- 1986年- 1988年 神郷SS[3]
- 1989年 - 1991年 新居浜市立川東中学校[2]
- 1992年 - 1994 愛媛県立新居浜工業高校[2]

プロ経歴
- 1995年 - 2006年  ジュビロ磐田
- 2007年  FC東京
- 2008年  東京ヴェルディ
- 2018年8月 - 同年12月  南葛SC

## 個人成績
| 国内大会個人成績 | 国内大会個人成績 | 国内大会個人成績 | 国内大会個人成績 | 国内大会個人成績 | 国内大会個人成績 | 国内大会個人成績 | 国内大会個人成績 | 国内大会個人成績 | 国内大会個人成績 | 国内大会個人成績 | 国内大会個人成績 |
| 年度             | クラブ           | 背番号           | リーグ           | リーグ戦         | リーグ戦         | リーグ杯         | リーグ杯         | オープン杯       | オープン杯       | 期間通算         | 期間通算         |
| 年度             | クラブ           | 背番号           | リーグ           | 出場             | 得点             | 出場             | 得点             | 出場             | 得点             | 出場             | 得点             |
| 日本             | 日本             | 日本             | 日本             | リーグ戦         | リーグ戦         | リーグ杯         | リーグ杯         | 天皇杯           | 天皇杯           | 期間通算         | 期間通算         |
| ---------------- | ---------------- | ---------------- | ---------------- | ---------------- | ---------------- | ---------------- | ---------------- | ---------------- | ---------------- | ---------------- | ---------------- |
| 1995             | 磐田             | -                | J                | 10               | 1                | -                | -                | 0                | 0                | 10               | 1                |
| 1996             | 磐田             | -                | J                | 27               | 2                | 10               | 0                | 1                | 1                | 38               | 3                |
| 1997             | 磐田             | 23               | J                | 21               | 4                | 6                | 1                | 3                | 1                | 30               | 6                |
| 1998             | 磐田             | 23               | J                | 22               | 2                | 5                | 1                | 3                | 0                | 30               | 3                |
| 1999             | 磐田             | 23               | J1               | 27               | 10               | 3                | 1                | 0                | 0                | 30               | 11               |
| 2000             | 磐田             | 23               | J1               | 27               | 5                | 4                | 0                | 3                | 0                | 34               | 5                |
| 2001             | 磐田             | 23               | J1               | 29               | 4                | 7                | 0                | 2                | 0                | 38               | 4                |
| 2002             | 磐田             | 23               | J1               | 28               | 5                | 1                | 0                | 3                | 0                | 32               | 5                |
| 2003             | 磐田             | 23               | J1               | 26               | 5                | 8                | 0                | 0                | 0                | 34               | 5                |
| 2004             | 磐田             | 23               | J1               | 26               | 6                | 0                | 0                | 5                | 0                | 31               | 6                |
| 2005             | 磐田             | 23               | J1               | 23               | 2                | 1                | 0                | 2                | 1                | 26               | 3                |
| 2006             | 磐田             | 23               | J1               | 26               | 7                | 1                | 0                | 3                | 1                | 30               | 8                |
| 2007             | FC東京           | 37               | J1               | 28               | 6                | 6                | 1                | 0                | 0                | 34               | 7                |
| 2008             | 東京V            | 23               | J1               | 29               | 3                | 5                | 0                | 1                | 0                | 35               | 3                |
| 2018             | 南葛SC           | 33               | 東京都1部        | -                | -                | -                | -                | -                | -                | 0                | 0                |
| 通算             | 日本             | 日本             | J1               | 349              | 62               | 57               | 4                | 26               | 4                | 432              | 70               |
| 総通算           | 総通算           | 総通算           | 総通算           | 349              | 62               | 57               | 4                | 26               | 4                | 432              | 70               |

その他の公式戦
- 1998年
  - スーパーカップ 1試合0得点
  - Jリーグチャンピオンシップ 2試合0得点
- 1999年
  - Jリーグチャンピオンシップ 2試合0得点
- 2000年
  - スーパーカップ 1試合1得点
- 2001年
  - Jリーグチャンピオンシップ 2試合0得点
- 2003年
  - スーパーカップ 1試合0得点
- 2004年
  - スーパーカップ 1試合1得点
- 2018年
  - 第52回関東社会人サッカー大会 2試合0得点

| 国際大会個人成績 | 国際大会個人成績 | 国際大会個人成績 | 国際大会個人成績 | 国際大会個人成績 |
| 年度             | クラブ           | 背番号           | 出場             | 得点             |
| AFC              | AFC              | AFC              | ACL              | ACL              |
| ---------------- | ---------------- | ---------------- | ---------------- | ---------------- |
| 2004             | 磐田             | 23               | 4                | 1                |
| 2005             | 磐田             | 23               | 2                | 0                |
| 通算             | AFC              | AFC              | 6                | 1                |

その他の国際公式戦
- 2003年
  - A3チャンピオンズカップ 3試合0得点

出場歴
- 1995年8月16日：Jリーグ初出場 - NICOS第2節 vs鹿島アントラーズ (ヤマハ)[53]
- 1995年9月06日：Jリーグ初得点 - NICOS第7節 vs柏レイソル (柏)[53]
- 1999年9月04日：Jリーグ100試合出場 - J1 2nd第6節 vs浦和レッドダイヤモンズ (国立)[24]
- 2003年5月17日：Jリーグ200試合出場 - J1 1st第9節 vsセレッソ大阪 (長居)[24]
- 2007年4月28日：Jリーグ300試合出場 - J1第8節 vsヴィッセル神戸 (ホームズ)

## 代表歴
- 1999年6月29日：国際Aマッチ初出場 - コパ・アメリカ一次リーグ第1戦 vsペルー代表 (ディフェンソーレス・デル・チャコ)[3]
- 2004年6月09日：国際Aマッチ初得点 - FIFAワールドカップアジア1次予選第3戦 vsインド代表 (埼玉)[3]

### 出場大会など
- 1999年 コパ・アメリカ パラグアイ大会
- 2002年 FIFAワールドカップ 韓国・日本大会
- 2003年 東アジア選手権 日本大会
- 2004年 AFCアジアカップ 中国大会
- 2005年 FIFAコンフェデレーションズカップ ドイツ大会
- 2005年 東アジア選手権 韓国大会
- 2006年 FIFAワールドカップ ドイツ大会

### 試合数
- 国際Aマッチ 64試合 7得点 (1999年 - 2006年)[53][4]

| 日本代表 | 国際Aマッチ | 国際Aマッチ |
| 年       | 出場        | 得点        |
| -------- | ----------- | ----------- |
| 1999     | 3           | 0           |
| 2000     | 0           | 0           |
| 2001     | 2           | 0           |
| 2002     | 10          | 0           |
| 2003     | 6           | 0           |
| 2004     | 18          | 5           |
| 2005     | 14          | 1           |
| 2006     | 11          | 1           |
| 通算     | 64          | 7           |

### 出場
| No. | 開催日         | 開催都市             | スタジアム                         | 対戦相手                 | 結果        | 監督                 | 大会                       |
| --- | -------------- | -------------------- | ---------------------------------- | ------------------------ | ----------- | -------------------- | -------------------------- |
| 1.  | 1999年06月29日 | アスンシオン         |                                    | ペルー                   | ●2-3        | フィリップ・トルシエ | コパ・アメリカ             |
| 2.  | 1999年07月02日 | アスンシオン         |                                    | パラグアイ               | ●0-4        | フィリップ・トルシエ | コパ・アメリカ             |
| 3.  | 1999年09月08日 | 神奈川県             | 横浜国際総合競技場                 | イラン                   | △1-1        | フィリップ・トルシエ | キリンチャレンジ           |
| 4.  | 2001年10月04日 | ランス               |                                    | セネガル                 | ●0-2        | フィリップ・トルシエ | 国際親善試合               |
| 5.  | 2001年10月07日 | サザンプトン         |                                    | ナイジェリア             | △2-2        | フィリップ・トルシエ | 国際親善試合               |
| 6.  | 2002年03月21日 | 大阪府               | 長居陸上競技場                     | ウクライナ               | ○1-0        | フィリップ・トルシエ | キリンチャレンジカップ     |
| 7.  | 2002年03月27日 | ウッジ               |                                    | ポーランド               | ○2-0        | フィリップ・トルシエ | 国際親善試合               |
| 8.  | 2002年04月17日 | 神奈川県             | 横浜国際総合競技場                 | コスタリカ               | △1-1        | フィリップ・トルシエ | キリンチャレンジカップ     |
| 9.  | 2002年04月29日 | 東京都               | 国立霞ヶ丘競技場陸上競技場         | スロバキア               | ○1-0        | フィリップ・トルシエ | キリンカップ               |
| 10. | 2002年05月02日 | 兵庫県               | 御崎公園球技場                     | ホンジュラス             | △3-3        | フィリップ・トルシエ | キリンカップ               |
| 11. | 2002年05月14日 | オスロ               |                                    | ノルウェー               | ●0-3        | フィリップ・トルシエ | 国際親善試合               |
| 12. | 2002年05月25日 | 東京都               | 国立霞ヶ丘競技場陸上競技場         | スウェーデン             | △1-1        | フィリップ・トルシエ | キリンチャレンジカップ     |
| 13. | 2002年06月09日 | 神奈川県             | 横浜国際総合競技場                 | ロシア                   | ○1-0        | フィリップ・トルシエ | ワールドカップ             |
| 14. | 2002年10月16日 | 東京都               | 国立霞ヶ丘競技場陸上競技場         | ジャマイカ               | △1-1        | ジーコ               | キリンチャレンジカップ     |
| 15. | 2002年11月20日 | 埼玉県               | 埼玉スタジアム2002                 | アルゼンチン             | ●0-2        | 山本昌邦（代行）     | キリンチャレンジカップ     |
| 16. | 2003年04月16日 | ソウル               |                                    | 韓国                     | ○1-0        | ジーコ               | 国際親善試合               |
| 17. | 2003年06月08日 | 大阪府               | 長居陸上競技場                     | アルゼンチン             | ●1-4        | ジーコ               | キリンカップ               |
| 18. | 2003年06月11日 | 埼玉県               | 埼玉スタジアム2002                 | パラグアイ               | △0-0        | ジーコ               | キリンカップ               |
| 19. | 2003年12月04日 | 東京都               | 国立霞ヶ丘競技場陸上競技場         | 中華人民共和国           | ○2-0        | ジーコ               | 東アジア選手権             |
| 20. | 2003年12月07日 | 埼玉県               | 埼玉スタジアム2002                 | 香港                     | ○1-0        | ジーコ               | 東アジア選手権             |
| 21. | 2003年12月10日 | 神奈川県             | 横浜国際総合競技場                 | 韓国                     | △0-0        | ジーコ               | 東アジア選手権             |
| 22. | 2004年02月12日 | 東京都               | 国立霞ヶ丘競技場陸上競技場         | イラク                   | ○2-0        | ジーコ               | 国際親善試合               |
| 23. | 2004年04月25日 | ザラエジェルツェグ   |                                    | ハンガリー               | ●2-3        | ジーコ               | 国際親善試合               |
| 24. | 2004年04月28日 | プラハ               |                                    | チェコ                   | ○1-0        | ジーコ               | 国際親善試合               |
| 25. | 2004年05月30日 | マンチェスター       |                                    | アイスランド             | ○3-2        | ジーコ               | 国際親善試合               |
| 26. | 2004年06月01日 | マンチェスター       |                                    | イングランド             | △1-1        | ジーコ               | 国際親善試合               |
| 27. | 2004年06月09日 | 埼玉県               | 埼玉スタジアム2002                 | インド                   | ○7-0        | ジーコ               | ワールドカップ予選         |
| 28. | 2004年07月09日 | 広島県               | 広島広域公園陸上競技場             | スロバキア               | ○3-1        | ジーコ               | キリンカップ               |
| 29. | 2004年07月13日 | 神奈川県             | 横浜国際総合競技場                 | セルビア・モンテネグロ   | ○1-0        | ジーコ               | キリンカップ               |
| 30. | 2004年07月20日 | 重慶                 |                                    | オマーン                 | ○1-0        | ジーコ               | アジアカップ               |
| 31. | 2004年07月24日 | 重慶                 |                                    | タイ                     | ○4-1        | ジーコ               | アジアカップ               |
| 32. | 2004年07月28日 | 重慶                 |                                    | イラン                   | △0-0        | ジーコ               | アジアカップ               |
| 33. | 2004年07月31日 | 重慶                 |                                    | ヨルダン                 | △1-1(PK4-3) | ジーコ               | アジアカップ               |
| 34. | 2004年08月03日 | 済南                 |                                    | バーレーン               | ○4-3(延長)  | ジーコ               | アジアカップ               |
| 35. | 2004年08月07日 | 北京                 |                                    | 中華人民共和国           | ○3-1        | ジーコ               | アジアカップ               |
| 36. | 2004年08月18日 | 静岡県               | 静岡県小笠山総合運動公園スタジアム | アルゼンチン             | ●1-2        | ジーコ               | キリンチャレンジカップ     |
| 37. | 2004年09月08日 | コルカタ             |                                    | インド                   | ○4-0        | ジーコ               | ワールドカップ予選         |
| 38. | 2004年10月13日 | マスカット           |                                    | オマーン                 | ○1-0        | ジーコ               | ワールドカップ予選         |
| 39. | 2004年12月16日 | 神奈川県             | 横浜国際総合競技場                 | ドイツ                   | ●0-3        | ジーコ               | キリンチャレンジカップ     |
| 40. | 2005年01月29日 | 神奈川県             | 横浜国際総合競技場                 | カザフスタン             | ○4-0        | ジーコ               | キリンチャレンジカップ     |
| 41. | 2005年02月02日 | 埼玉県               | 埼玉スタジアム2002                 | シリア                   | ○3-0        | ジーコ               | キリンチャレンジカップ     |
| 42. | 2005年02月09日 | 埼玉県               | 埼玉スタジアム2002                 | 北朝鮮                   | ○2-1        | ジーコ               | ワールドカップ予選         |
| 43. | 2005年03月25日 | テヘラン             |                                    | イラン                   | ●1-2        | ジーコ               | ワールドカップ予選         |
| 44. | 2005年03月30日 | 埼玉県               | 埼玉スタジアム2002                 | バーレーン               | ○1-0        | ジーコ               | ワールドカップ予選         |
| 45. | 2005年05月22日 | 新潟県               | 新潟スタジアム                     | ペルー                   | ●0-1        | ジーコ               | キリンカップ               |
| 46. | 2005年05月27日 | 東京都               | 国立霞ヶ丘競技場陸上競技場         | アラブ首長国連邦         | ●0-1        | ジーコ               | キリンカップ               |
| 47. | 2005年06月03日 | マナマ               |                                    | バーレーン               | ○1-0        | ジーコ               | ワールドカップ予選         |
| 48. | 2005年06月08日 | バンコク             |                                    | 北朝鮮                   | ○2-0        | ジーコ               | ワールドカップ予選         |
| 49. | 2005年06月16日 | ハノーバー           |                                    | メキシコ                 | ●1-2        | ジーコ               | コンフェデレーションカップ |
| 50. | 2005年06月19日 | フランクフルト       |                                    | ギリシャ                 | ○1-0        | ジーコ               | コンフェデレーションカップ |
| 51. | 2005年06月22日 | ケルン               |                                    | ブラジル                 | △2-2        | ジーコ               | コンフェデレーションカップ |
| 52. | 2005年07月31日 | 大田                 |                                    | 北朝鮮                   | ●0-1        | ジーコ               | 東アジア選手権             |
| 53. | 2005年08月17日 | 神奈川県             | 横浜国際総合競技場                 | イラン                   | ○2-1        | ジーコ               | ワールドカップ予選         |
| 54. | 2006年02月10日 | サンフランシスコ     |                                    | アメリカ合衆国           | ●2-3        | ジーコ               | 国際親善試合               |
| 55. | 2006年02月18日 | 静岡県               | 静岡県小笠山総合運動公園スタジアム | フィンランド             | ○2-0        | ジーコ               | キリンチャレンジカップ     |
| 56. | 2006年02月22日 | 神奈川県             | 横浜国際総合競技場                 | インド                   | ○6-0        | ジーコ               | アジアカップ予選           |
| 57. | 2006年02月28日 | ドルトムント         |                                    | ボスニア・ヘルツェゴビナ | △2-2        | ジーコ               | 国際親善試合               |
| 58. | 2006年03月30日 | 大分県               | 大分スポーツ公園総合競技場         | エクアドル               | ○1-0        | ジーコ               | キリンチャレンジカップ     |
| 59. | 2006年05月09日 | 大阪府               | 長居陸上競技場                     | ブルガリア               | ●1-2        | ジーコ               | キリンカップ               |
| 60. | 2006年05月13日 | 埼玉県               | 埼玉スタジアム2002                 | スコットランド           | △0-0        | ジーコ               | キリンカップ               |
| 61. | 2006年05月30日 | レバークーゼン       |                                    | ドイツ                   | △2-2        | ジーコ               | 国際親善試合               |
| 62. | 2006年06月04日 | デュッセルドルフ     |                                    | マルタ                   | ○1-0        | ジーコ               | 国際親善試合               |
| 63. | 2006年06月12日 | カイザースラウテルン |                                    | オーストラリア           | ●1-3        | ジーコ               | ワールドカップ             |
| 64. | 2006年06月18日 | ニュルンベルク       |                                    | クロアチア               | △0-0        | ジーコ               | ワールドカップ             |

### ゴール
| #  | 開催年月日    | 開催地           | 対戦国     | 勝敗  | 試合概要                            |
| -- | ------------- | ---------------- | ---------- | ----- | ----------------------------------- |
| 1. | 2004年6月09日 | 日本、さいたま市 | インド     | ○ 7-0 | 2006 FIFAワールドカップ・アジア予選 |
| 2. | 2004年7月09日 | 日本、広島市     | スロバキア | ○ 3-1 | キリンカップサッカー2004            |
| 3. | 2004年7月24日 | 中国、重慶市     | タイ       | ○ 4-1 | AFCアジアカップ2004                 |
| 4. | 2004年8月07日 | 中国、北京市     | 中国       | ○ 3-1 | AFCアジアカップ2004                 |
| 5. | 2004年9月08日 | インド、コルカタ | インド     | ○ 4-0 | 2006 FIFAワールドカップ・アジア予選 |
| 6. | 2005年3月25日 | イラン、テヘラン | イラン     | ● 1-2 | 2006 FIFAワールドカップ・アジア予選 |
| 7. | 2006年2月22日 | 日本、横浜市     | インド     | ○ 4-0 | AFCアジアカップ2007 (予選)          |

## 指導歴
- 2015年 - スポルティング品川[48]

## 個人タイトル
- Jリーグベストイレブン（1999年、2001年、2002年、2003年）[53]

その他
- 愛媛県 文化・スポーツ賞（2002年[39]）
- クラリーノ美脚大賞 メンズ部門（2010年[54]） ※2023年現在、唯一の男性受賞者

## 出演
- Jリーグ中継 (Jリーグ中継、NHK BS1、J SPORTSの全国中継を中心に、随時古巣・磐田のある静岡県各局でも出演)
- プレミアリーグ（NHK BS1、J SPORTS）
- UEFAチャンピオンズリーグ（スカパー!、J SPORTS）
- Foot! (J SPORTS)
- ACミラン・チャンネル (TwellV)

## 書籍

### 著書
- 『500円で完璧マスター メッシのテクニック』GAKKEN SPORTS MOOK、2011年7月12日。ISBN 9784056063899。
- 『いちばんうまくなるジュニアサッカー』GAKKEN SPORTS BOOKS、2011年3月10日。ISBN 9784054048904。
- 『ボランチ専門講座』 - ウェイバックマシン（2013年12月11日アーカイブ分） 東邦出版、2013年6月21日。ISBN 9784809411366。
- 『DVDでレベルアップ! 少年サッカーのテクニック: 基本とトレーニング、指導ポイントのすべて』GAKKEN SPORTS BOOKS、2013年9月13日。ISBN 9784058001691。
- 『こう観ればサッカーは0-0でも面白い』PHP研究所、2014年4月15日。ISBN 9784569818351。
- 『DVDでマスター 球際で勝つ! サッカーデュエル』GAKKEN SPORTS BOOKS、2017年4月20日。ISBN 978-4058007631。

#### 関連書籍
- いとうやまね『プロフットボーラーの家族の肖像』カンゼン、2013年。ISBN 978-4862551900。

### DVD
- 福西崇史DVDバイオグラフィー (2006年5月26日)
- 23ボランチ (2010年10月24日)
- 福西崇史のサッカー上達法「PROGRESS METHOD」

### ゲームソフト
- FIFAシリーズ（EAスポーツ）解説（FIFA 17 - FIFA 23）
- EA Sports FCシリーズ（EAスポーツ）解説（FC 24 - ）